# أتيلا فريتز
أتيلا فريتز (بالمجرية: Fritz Attila)‏ (17 يوليو 1986 ببودابست في المجر - ) هو لاعب كرة قدم مجري في مركز الوسط. لعب مع نادي بودابست هونفيد وSzolnoki MÁV FC ‏ وBudapest Honvéd FC II ‏ وVecsési FC ‏.

## وصلات خارجية
- أتيلا فريتز على موقع قاعدة بيانات كرة القدم.إي يو (الإنجليزية)